# Dolichophis jugularis
Dolichophis jugularis är en ormart som beskrevs av Carl von Linné 1758. Dolichophis jugularis ingår i släktet Dolichophis och familjen snokar. Inga underarter finns listade i Catalogue of Life.
Arten förekommer i södra Turkiet, på Cypern, i nordvästra Iran, Syrien, Libanon, norra Israel och västra Jordanien. Den lever i låglandet och i bergstrakter upp till 1000 meter över havet. Habitatet varierar mellan öppna skogar, ängar, klippiga områden med glest fördelad växtlighet, vinodlingar, träskmarker, stränder och jordbruksmark. Individerna gömmer sig ibland i ruiner. Honor lägger 7 till 11 ägg per tillfälle.
Intensivt bruk av betesmarker och fält påverkar beståndet negativt. Flera exemplar fångas och hölls som sällskapsdjur, bland annat av ormtjusare. Vanligen betraktas ormen som nyttig när den fångar möss och andra skadedjur. Hela populationen antas vara stabil. IUCN kategoriserar arten globalt som livskraftig.